# 五個小孩的校長
《五個小孩的校長》（英語：Little Big Master）是一部於2015年3月上映的香港電影，由楊千嬅、古天樂、吳浣儀、吳耀漢、馮淬帆領銜主演，由關信輝擔任編劇及導演，由陳木勝監製，張佩瓊聯合編劇。電影根據真人真事改編而成，講述全香港最低薪幼稚園校長呂麗紅，成功挽救元朗錦田元岡幼稚園避免殺校的真實故事。香港票房總收達4,672萬，成為2015年香港票房冠軍電影。電影《五個小孩的校長》為少數以香港女演員擔正第一主角領銜主演，更令楊千嬅擊敗吳君如2014年《金雞SSS》榮登史上香港女性電影票房總冠軍的第一主角女演員，成為2010年代香港首席票房天后。電影《五個小孩的校長》獲得《全民投選電影金影獎》「2015最喜愛香港電影」、日本《福岡國際電影節》「觀眾大獎」、加拿大《尼亞加拉綜合電影節》「最佳家庭電影獎」。楊千嬅更憑電影《五個小孩的校長》首奪《全民投選電影金影獎》「我最喜愛香港電影女主角」、《北京大學生電影節》「最受大學生歡迎女演員」及《香港薩蘭托國際電影節》「傑出演員獎」。

## 劇情摘要
呂慧紅（楊千嬅飾演）本來是一間國際幼稚園的校長，因為對教育制度感到意興闌珊，遂辭掉校長的高薪厚職，原本計畫要與丈夫謝永東（古天樂飾演）去環遊世界。可是，當她從電視新聞上，看到位於元朗的村校——元田幼稚園，只剩五個學生，面臨倒閉，加上幼稚園財困，只可用$4,500聘請校長兼校工，竟重燃她對教學的熱情，毅然應徵，希望幫助五個小孩轉校。
呂慧紅校長上任後，發現五個小孩各有不同的家庭問題，學生嘉嘉的父親盧強（姜皓文飾演）因意外傷殘，還常被地產商恐嚇逼遷；珠女父母因交通意外雙亡，只由一位在酒樓打工的嫻姨（吳浣儀飾演）照顧；小雪則因母親未獲批准來港居住，故要跟賣「爛銅爛鐵」維生的老父何伯（吳耀漢飾演）相依為命；還有南亞裔姊妹Kitty和Jennie，她們父親認為女孩子不用讀書，所以在保母車加價後，索性不再讓女兒上學。
面對學生的問題，呂校長可幫則幫，例如義務當保母車司機，接載Kitty和Jennie上學、調和嘉嘉的家庭問題等等；面對校內行政工作、打掃清潔，同樣要「一腳踢」。此外，呂校長提醒同學和她們的家長要有夢想，而她自己的夢想，就是做一個永不放棄的老師。後來，她發現未能幫助學生轉校，遂決定重新替幼稚園招生，此時卻遇上舊病復發。幸好得其丈夫鼓勵並重新振作，最終更助元田幼稚園逃過殺校命運。

## 演員表
| 演員   | 角色              | 關係                                           |
| 楊千嬅 | 呂慧紅            | 元田幼稚園校長，前國際幼稚園校長，原型為呂麗紅 |
| 古天樂 | 謝永東            | 呂慧紅丈夫，博物館展品設計師，原型為謝鴻慈     |
| 何涴瀠 | 何小雪            | 元田幼稚園學生                                 |
| 傅舜盈 | 盧嘉嘉            | 元田幼稚園學生                                 |
| 王詩雅 | 譚美珠            | 元田幼稚園學生                                 |
| 李詠珊 | Kitty             | 元田幼稚園學生，印度人                         |
| 陳麗兒 | Jennie            | 元田幼稚園學生，印度人                         |
| 吳耀漢 | 何伯              | 何小雪爸爸                                     |
| 姜皓文 | 盧強              | 盧嘉嘉爸爸                                     |
| 劉玉翠 | 強嫂              | 盧嘉嘉媽媽                                     |
| 吳浣儀 | 嫻姨              | 譚美珠的堂姑媽                                 |
| 利綿娜 | Kitty、Jennie媽媽 |                                                |
| 狄哲龍 | Kitty、Jennie爸爸 |                                                |
| 馮淬帆 | 校監              | 元田幼稚園校監，原型為梁浩深                   |
| 森美   | 錢寶宜（Bowie）   | 教育天王                                       |
| 秦煌   | 士多黃            |                                                |
| 黃文慧 | 清潔工            |                                                |
| 龔慈恩 | Anita             | 國際幼稚園校監                                 |
| 馮素波 | 呂慧紅母          |                                                |
| 歐錦棠 | 呂慧紅兄          |                                                |
| 歐倩怡 | 呂慧紅嫂          |                                                |
| 河國榮 | Tony              | 博物館館長                                     |
| 李逸朗 | 傑仔              | 博物館職員                                     |
| 李成昌 | 餐廳經理          |                                                |
| 林小湛 | 校監太太          |                                                |
| 馬浴柯 | 地產經紀          |                                                |
| 詹朗林 | 梁先生            | 區議會助理                                     |
| 火火   | 村民              | 元田村鄉事委員會主席                           |
| 龍天生 | 村民              |                                                |
| 徐佳琦 | 幼稚園老師        |                                                |

## 电影歌曲
| 曲別   | 歌名         | 作曲   | 作詞   | 編曲   | 監製   | 演唱                                       |
| ------ | ------------ | ------ | ------ | ------ | ------ | ------------------------------------------ |
| 主題曲 | 《友誼萬歲》 |        | 鄭國江 | 王建威 | 王建威 | 杨千嬅 合唱：香港兒童音樂劇團 原唱︰李麗蕊 |
| 插曲   | 《小太陽》   | 顧嘉輝 | 鄭國江 |        |        | 香港兒童音樂劇團                           |
| 插曲   | 《喝采》     | 陳百強 | 鄭國江 |        |        | 陳百強                                     |

## 制作
2014年8月18日，该片杀青，古天乐在酒店举行庆祝宴会。
2014年12月24日，制作方（包括银都机构有限公司、寰宇娱乐有限公司、北京剧魔影业投资管理有限公司、云南望天树文化传播有限公司、太阳娱乐文化有限公司、天下一电影制作有限公司、广州市英明文化传播有限公司、佛山精鹰传媒股份有限公司）宣布该片中國大陸版从《五个小孩的校长》更名为《可愛的你》，并且推出概念版海报。

## 票房
香港開畫因場次較少屈居第二名，不過在公映日表現強勁之下，獲增場一成半至上映逾210場，單日錄得近25,000人次，而每場平均人次更達114的高位，而四天票房已累積550萬港幣。《五》片在上映第二週口碑保持強勁，加上其敬師的意義吸納家庭客源，為電影帶來顯著爬升動力，更繼續獲片商增場三成至上映逾260場，單日更錄得近35,000人次，每場平均人次在130新高，上映15天累積已破2,000萬港幣大關。上映7週累積已破4,500萬港幣大關。踏入上映第60天，票房突破4,600萬港幣。最終票房為4672萬港幣，為2015年香港影片第二賣座。
中國大陸3月20日上映，首日310万，首周末1093万，全片最终报收2188萬人民币。
| 上一届： 《仙履奇緣》 | 2015年香港一週票房冠軍 第12週（3月23日至3月29日） | 下一届： 《狂野時速7》 |

## 獎項
- 加拿大Niagara Integrated Film Festival：最佳家庭電影[15]
- 香港YAHOO!搜尋人氣大獎2015：本地電影

| 年份   | 頒獎典禮                   | 獎項                   | 獲提名             | 結果 |
| ------ | -------------------------- | ---------------------- | ------------------ | ---- |
| 2015   | 第35屆香港電影金像獎       | 最佳電影               | 《五個小孩的校長》 | 提名 |
| 2015   | 第35屆香港電影金像獎       | 最佳導演               | 關信輝             | 提名 |
| 2015   | 第35屆香港電影金像獎       | 最佳編劇               | 關信輝、張佩瓊     | 提名 |
| 2015   | 第35屆香港電影金像獎       | 最佳女主角             | 楊千嬅             | 提名 |
| 2015   | 第35屆香港電影金像獎       | 最佳女配角             | 吳浣儀             | 提名 |
| 2015   | 第22屆香港電影評論學會大獎 | 最佳女演員             | 楊千嬅             | 提名 |
| 2015   | 第22屆香港電影評論學會大獎 | 最佳編劇               | 關信輝、張佩瓊     | 提名 |
| 2015   | YAHOO!搜尋人氣大獎2015     | 人氣本地電影           | 《五個小孩的校長》 | 獲獎 |
| 2015   | 第2屆全民投選電影金影獎    | 我最喜愛香港電影女主角 | 楊千嬅             | 獲獎 |
| 2015   | 第2屆全民投選電影金影獎    | 我最喜愛香港電影       | 《五個小孩的校長》 | 獲獎 |
| 2016年 | 第23屆北京大學生電影節     | 最受大學生歡迎女演員   | 楊千嬅             | 獲獎 |

## 外部連結
- 五個小孩的校長的Facebook專頁
- 五個小孩的校長的新浪微博
- 雅虎香港電影上《五個小孩的校長》的資料（繁體中文）
- Yahoo奇摩電影上《五個小孩的校長》的資料（繁體中文）
- 開眼電影網上《五個小孩的校長》的資料（繁體中文）
- 香港影庫上《五個小孩的校長》的資料（繁體中文）
- 时光网上《五個小孩的校長》的資料（简体中文）
- 豆瓣电影上《可愛的你》的資料 （简体中文）
- 爛番茄上《五個小孩的校長》的資料（英文）
- AllMovie上《五個小孩的校長》的资料（英文）
- 互联网电影数据库（IMDb）上《五個小孩的校長》的资料（英文）